# Przywiśle (Tarnobrzeg)
Przywiśle – jedno z administracyjnych osiedli Tarnobrzega, utworzone na mocy uchwały Rady Miasta z 1991 r. Zajmuje obszar środkowo-wschodni miasta. Jest trzecim najludniejszym osiedlem Tarnobrzega (po Serbinowie i Wielopolu).

## Nazwa
Jest to kolejny przykład sztucznego nazewnictwa w mieście, po Serbinowie, Siarkowcu, Piastowie i Dzikowie (w przypadku Dzikowa, nazwa funkcjonowała w historii, lecz współczesne osiedle Dzików jest znacznie oddalone od zamku dzikowskiego). W zwyczajowym nazewnictwie zdecydowanie bardziej powszechne były nazwy Skalna Góra oraz Wianek. Nazwy te dały imię dwóm najważniejszym ulicom oraz stosowane są przez Główny Urząd Statystyczny (TERYT). Ponieważ nowo utworzone administracyjne osiedle obejmowało obszar wykraczający poza wąsko rozumianą Skalną Górę i Wianek postanowiono utworzyć sztuczną nazwę Przywiśle, nawiązującą choćby do nazwy Powiśle.

## Historia
Do II wojny światowej Tarnobrzeg był zaledwie kilkutysięcznym miastem, z zabudową ograniczoną do współczesnego administracyjnego osiedla Stare Miasto. Wraz z odkryciem siarki, a w konsekwencji budową zakładów wydobycia i przetwórstwa siarki w Machowie zapadła decyzja o budowie osiedla dla robotników zjeżdżających z okolicznych wsi jak i z całej Polski. Osiedle Skalna Góra jest więc najstarszym przykładem powojennej zabudowy miasta oraz pierwszą zabudową wielorodzinną na tak szeroką skalę. Skalna Góra i Wianek stały się pierwszymi sypialniami miasta.

## Współcześnie
Przywiśle ze względu na relatywnie starą zabudowę ma najlepiej rozbudowany system usługowo-społeczno-kulturalny. Znajdują się tu tereny Ośrodka Sportu i Rekreacji, urząd Starostwa Powiatowego (ziemskiego), Komenda Miejska Policji, Powiatowy Urząd Pracy, Tarnobrzeski Dom Kultury, dawne Kino Wisła, dworzec autobusowy. W 2003 r. zaadaptowano dawne budynki pod potrzeby kościoła i erygowano parafię Chrystusa Króla. Cechy te sprawiają, że Przywiśle jest żywotnie wpisane do tkanki miejskiej i jedną z najważniejszych części Tarnobrzega. Wraz z otwarciem Małopolskiej Drogi św. Jakuba osiedle leży na odnodze szlaku z Tarnobrzega, przez Koprzywnicę i Sulisławice do Rybnicy.